# ジョアン・ペドロ・ペレイラ・ドス・サントス
ジョアン・ペドロ（João Pedro）ことジョアン・ペドロ・ペレイラ・ドス・サントス（ポルトガル語: João Pedro Pereira dos Santos、1993年4月22日 - ）は、ブラジルのサッカー選手。ポジションはFW。

## クラブ歴
フォルタレザに生まれ、地元のフェロヴィアーリオ-CEで選手初出場を記録した。その後、CDナシオナル、SEパルメイラスの下部組織に在籍し、2013年にCDサンタ・クララでトップチームの選手となった。その後、CDトロフェンセ、フォルタレーザEC、CFラージョ・マハダオンダ、アルコベンダス・スポルトに在籍したが、揮わなかった。
2017年にファティフFCに移籍すると、2019年にアル・ダフラFC、翌年に期限付き移籍でバニーヤースSC、2021年に完全移籍でアル・ワフダ・アブダビに行った。
2023年9月6日、アル・タアーウンFCに移籍した。